# Kanton Val de Lorraine Sud
Kanton Val de Lorraine Sud (fr. Canton Val de Lorraine Sud) je francouzský kanton v departementu Meurthe-et-Moselle v regionu Grand Est. Tvoří ho 5 obcí. Zřízen byl v roce 2015.

## Obce kantonu
- Champigneulles
- Frouard
- Marbache
- Maxéville
- Pompey